# Euploea dohertyi
Euploea dohertyi är en fjärilsart som beskrevs av Holland 1900. Euploea dohertyi ingår i släktet Euploea och familjen praktfjärilar. Inga underarter finns listade i Catalogue of Life.